# Non è stato mio figlio
Non è stato mio figlio è una miniserie televisiva italiana, diretta da Luigi Parisi e Alessio Inturri e trasmessa su Canale 5. La prima puntata è andata in onda il 15 marzo 2016.

## Trama
La vita della famiglia Geraldi, proprietaria di un pastificio in una piccola cittadina di provincia, viene sconvolta dal misterioso e inspiegabile suicidio della giovane Barbara durante la festa di compleanno della nonna Anna. In realtà la ragazza era rimasta incinta e, all'oscuro della famiglia, aveva portato avanti la gravidanza in un college di Londra, convinta che il padre fosse suo zio Andrea. Qualcuno sta complottando per distruggere i Geraldi e fa di tutto per incastrare Andrea, ricattandolo usando Barbara sotto effetto di droga come esca ad un festino, mandando le foto del bambino della ragazza alla sua famiglia e poi facendo ricadere su di lui la colpa dell'omicidio della ballerina Ornella.il destino di Andrea,si incrocerà con quello di Nunzia, ballerina del bimbastar, che lo aiuterà nelle sue indagini. Tra i due nascerà una travagliante storia d'amore

## Personaggi
- Anna Geraldi: è la vedova di Gustavo Geraldi e madre di Andrea, Magda e Roberto. Disperata per la morte della nipote Barbara, inizia delle ricerche personali confortata solo dalla sua domestica Carmela.
- Andrea Geraldi: è il primogenito dei Geraldi a capo della "Geraldi SpA", il pastificio di famiglia. Sconvolto dal suicidio della nipote Barbara, inizia ad indagare al locale "Bimbastar", scontrandosi con le ballerine e intrattenendo una relazione con una di esse, Nunzia. Andrea si innamorerà di lei e della sua purezza, diffidente scottata dalla vita, conoscendone le qualità ricambierà il suo amore, fino all'estreme conseguenze. Qualcuno sta tramando contro di lui e lo incastra facendo ricadere su di lui la colpa dell'omicidio della ballerina Ornella. In carcere fa la conoscenza del boss Amedeo Strada.
- Nunzia Verderame: spogliarellista del "Bimbastar". A seguito del suicidio del padre, licenziato dai Geraldi, diventa ballerina del "Bimbastar" per aiutare la madre e il fratello Walter, poi assunto nel pastificio dei Geraldi. Si limita a ballare senza spingersi oltre. Dopo uno scontro iniziale, intrattiene una relazione con Andrea Geraldi aiutandolo a risolvere i suoi problemi. Viene uccisa da Carlos.
- Roberto Geraldi: è il più piccolo dei Geraldi e marito di Alina, che decide di lasciare dopo aver scoperto il suo giro di fatture false dei conti del pastificio. Nel tentativo di salvare il suo matrimonio, diventerà più adulto e consapevole.
- Magda Geraldi: è l'unica figlia femmina di Anna Geraldi e madre della povera Barbara, il cui suicidio la destabilizzerà parecchio fino al ritorno del suo ex compagno Pietro Mascelloni.
- Pietro Mascelloni: ex di Magda Geraldi e padre di Barbara. Fugge dalla vendetta del boss Amedeo Strada per avergli rubato 10 miliardi di lire e non mettere in pericolo la moglie e la figlia Barbara. L'uomo ricompare dopo il suicidio della figlia per indagare sulla sua morte, riavvicinandosi all'ex compagna Magda.
- Federico Galletti: è il miglior amico di Andrea Geraldi e vice amministratore dell'azienda. Ha molti segreti e ombre da nascondere. Appunto, è coinvolto nel complotto per distruggere i Geraldi. Muore per mano di Alma.
- Giovanni Geraldi: è il fratello di Gustavo e lavora nel pastificio di famiglia e sempre a caccia di un affare vantaggioso. L'uomo sarà al centro di un intrigo che riguarda l'azienda di famiglia.
- Alina: è la moglie di Roberto Geraldi, madre di Carlotta, amante e complice di Giovanni Geraldi nel pastificio. Una volta scoperto il suo giro di fatture false, Roberto decide di lasciarla e di denunciarla e lei tenterà il suicidio nella doccia di casa. Grazie a Carlotta, Roberto perdonerà Alina.
- Rebecca Mari: è la fidanzata storica di Andrea Geraldi pazzamente innamorata di lui. Quando Andrea la lascerà per Nunzia, Rebecca, ferita e manipolata dalla madre Marilda, cercherà di vendicarsi e negando ad Andrea, la testimonianza sull'omicidio di Ornella De Silva. Rimane incinta di Andrea.
- Marilda Mari: è la madre di Rebecca. Donna arrogante, arrivista e vendicativa. Vuole punire Andrea per l'offesa fatta alla figlia. Complice dei Martino nel complotto contro i Geraldi. Morirà per mano di Alma.
- Barbara Geraldi: è la figlia di Magda e Pietro. Una bella e problematica ragazza, segnata poi da un tragico destino. Il suo inaspettato suicidio scatenerà una serie di drammatici eventi che la famiglia Geraldi si troverà ad affrontare.
- Carlotta Geraldi: è figlia tredicenne di Roberto e Alina, molto legata a Roberto, marito della madre. La bambina farà di tutto per proteggerlo dalle bugie della madre per non farlo soffrire. Persino lei si ritroverà coinvolta in tutta questa brutta storia.
- Cosimo Sabelli: nonno di Saverio ex fidanzato di Barbara. In passato è stato notaio dei Geraldi allontanatosi per essersi innamorato della vedova Anna. Aiuterà Anna a scavare nel misterioso passato del marito Gustavo.
- Franco Lanci: affascinante commissario che indaga sul suicidio di Barbara e sull'omicidio di Ornella De Silva, aiutato dal fedele ispettore De Lolli. In seguito si rivelerà che è Carlos, e dopo aver ucciso Nunzia, morirà per mano del fratello Andrea.
- Edda Martino: è la mente del complotto messo in atto insieme alla figlia Alma e al nipote Carlos contro i Geraldi, colpevoli del suicidio di sua figlia Maira vent'anni prima. Verrà arrestata grazie alla testimonianza della figlia Carmela.
- Alma Martino: figlia di Edda, infermiera, aiuta la madre nel complotto contro i Geraldi sequestrando la piccola Carlotta e uccidendo la ballerina Ornella facendo ricadere la colpa su Andrea Geraldi. È zia di Carlos. Interessata più ai loro soldi che alla vendetta. Non sopporta il fatto di non poter avere bambini, e agirà sempre in modi vigliacchi e orrendi. Si scopre che scambiava neonati in un ospedale dove lavorava molti anni prima, venendo licenziata. Il figlio che tutti credono di Barbara, in realtà lo ha lei, scambiato con qualche altro neonato.
- Carmela: la fedele governante dei Geraldi. Ha un rapporto stretto con Anna. Si scoprirà in seguito che è figlia di Edda, nonché zia di Carlos. Nonostante questo, però, rimarrà fedele ai Geraldi costituendosi e facendo arrestare sua madre Edda. Confesserà ad Anna che il vero figlio di Barbara potrebbe essere in mano di Alma.
- Loris Piana: losco e infido proprietario del locale "Bimbastar" che si approfitta delle ballerine e che si scontra con Nunzia e Andrea. Verrà ucciso da Carlos, dopo averlo ricattato per via del possesso dell'Hard Disk e del Dvd.
- Gina Santacroce: ballerina del "Bimbastar" testimone del complotto di Carlos contro i Geraldi. Ha sedotto Andrea, coinvolgendolo in seguito in una storia torbida. Ruba i DVD, prova del complotto, e per questo fa perdere le sue tracce e rifugiandosi in un residence. Viene uccisa da Alma Martino.
- Loredana: una ballerina del "Bimbastar" e migliore amica di Nunzia.
- Ornella De Silva: ballerina del "Bimbastar" e fidanzata di Gina. Viene uccisa da Alma in ospedale per far ricadere la colpa su Andrea.
- Amedeo Strada: boss di un'organizzazione criminale in carcere che si vuole vendicare di Mascelloni e che aiuta Andrea Geraldi a fuggire. Tradito dalla moglie, viene ucciso da Mascelloni convinto che ci sia lui dietro alla morte della figlia.
- Mirella Strada: moglie di Amedeo che tradisce per aiutare Mascelloni salvo poi scappare coi soldi avuti.
- Dorina: domestica dei Geraldi. Verrà licenziata perché sospettata di aver nascosto sotto il suo letto un bene prezioso della famiglia Geraldi, e in seguito si scoprirà di essere innocente. Muore per mano di Alma.
- Lily: compagna di college di Barbara che arrivata in Italia per aiutarla viene rinchiusa nella casa dei Martino, ma rimane uccisa da Alma nel bagno di un autogrill.
- Saverio Sabelli: nipote di Cosimo ed ex fidanzato di Barbara.
- Mirtis Pappagallo: proprietaria del residence in cui si nasconde Gina.

## Puntate
| nº              | Prima TV       |
| --------------- | -------------- |
| Prima puntata   | 15 marzo 2016  |
| Seconda puntata | 16 marzo 2016  |
| Terza puntata   | 22 marzo 2016  |
| Quarta puntata  | 29 marzo 2016  |
| Quinta puntata  | 3 aprile 2016  |
| Sesta puntata   | 10 aprile 2016 |
| Settima puntata | 17 aprile 2016 |
| Ottava puntata  | 24 aprile 2016 |

## Musiche
I titoli dei brani di Stefano Caprioli presenti nelle puntate della fiction:
- Dietro le apparenze
- Non è stato mio figlio
- Una luce nel buio
- Il segreto che uccide
- Quello che non ti ho detto
- La prova di una madre
- Nessuna speranza
- L'amore nei tuoi occhi